# Odbor za zdravstvo Državnega zbora Republike Slovenije
Odbor za zdravstvo je odbor Državnega zbora Republike Slovenije.

## Delovanje
»Odbor obravnava predloge zakonov, druge akte in problematiko, ki se nanaša na varovanje in krepitev zdravja. Sem sodijo vprašanja zdravstvenega varstva, zdravstvenega zavarovanja in zdravstvene dejavnosti, zdravstvene varnosti živil in zdravo prehranjevanje. Prav tako odbor za zdravstvo obravnava zadeve s področja zdravil, medicinskih pripomočkov ter kemikalij. Omenjeno delovno telo pa obravnava tudi druga vprašanja, ki jih obravnava za ta področja pristojno ministrstvo. Odbor obravnava zadeve EU s svojega delovnega področja.«

## Sestava
4. državni zbor Republike Slovenije
- Izvoljen: ?
- Predsednik: Ljubo Germič
- Podpredsednik: Ivan Grill
- Člani: Polonca Dobrajc, Franc Jazbec, Vasja Klavora, Bojan Kontič, Mojca Kucler Dolinar, Mihael Prevc, Srečko Prijatelj, Cvetka Zalokar Oražem

5. državni zbor Republike Slovenije
- Izvoljen: ?
- Predsednik: Ljubo Germič
- Podpredsednik: Ivan Grill, Andreja Rihter
- Člani: Julijana Bizjak Mlakar, Alan Bukovnik, Andreja Črnak Meglič, Miran Györek, Vasja Klavora, Darko Menih, Jakob Presečnik, Jože Tanko, Štefan Tisel, Cvetka Zalokar Oražem

#### 8. Državni zbor Republike Slovenije
- Predsednik: Franc Trček[2]
- Podpredsednika: Jelka Godec, Jože Lenart[2]
- Člani: Brinovšek Nada, Željko Cigler, Iva Dimic, Karmen Furman, Alenka Jeraj, Jože Lenart, Jožef Lenart, Bojana Muršič, Robert Pavšič, Branko Simonovič, Vojko Starović, Mojca Škrinjar, Dušan Verbič, Dejan Židan, Mojca Žnidarič[2]Odbor za zravstvo (sestava 2021)